# Heringen/Helme
Heringen/Helme är en stad i Landkreis Nordhausen i förbundslandet Thüringen i Tyskland.
Staden ingår i förvaltningsgemenskapen Heringen/Helme tillsammans med kommunerna Görsbach och Urbach.

## Bilder
|  |
|  |